# Nuit de folie (chanson)
Pour les articles homonymes, voir Nuit de folie.
Singles de Début de soirée
La Vie la nuit
(1988)
Pistes de Jardins d'enfants
Belles ! Belles ! Belles !
(9)
Nuit de folie est une chanson interprétée par Début de soirée, duo formé de deux DJ du sud de la France, William Picard et Sacha Goëller, parue sur leur premier album Jardins d'enfants.
Enregistré et mis à la vente en juin 1988, le disque réalise cette année-là en France la meilleure vente de 45 tours avec 1 300 000 exemplaires. En France, il devient le tube de l'été, se classant en tête des ventes pendant plus de deux mois. De style Euro Disco, le morceau inclut également un passage de rap.

## Contexte et sortie
La chanson, écrite par William Picard et composée par Claude Mainguy et Sauveur Pichot, a été spécialement créée pour devenir un tube de l'été, bien qu'elle soit sortie pour la première fois en 1984 en tant que face B, mais elle est passée inaperçue à l'époque[réf. nécessaire]. Il a été difficile de trouver une maison de disques, car personne ne croyait au potentiel de la chanson, mais un contrat a finalement été signé avec CBS. En 1988, la chanson a également été largement promue par le groupe dans de nombreuses émissions de télévision. Selon Elia Habib, spécialiste des hit-parades français, la chanson se caractérise par un « rythme rapide et entraînant, un refrain très simple et donc facile à retenir, un air qui s'incruste dans les tympans, des paroles qui font référence à l'ambiance festive de l'été ». Elle contient également un pont de rap, juste avant le dernier refrain.
La chanson composée dès 1984, n'eut d'abord aucun succès. Les arrangements de la version la plus connue de 1988 proviendraient d'une chanson de Patty Ryan dont le titre est You're My Love, You're My Life.
À la suite du succès, elle est remixée en 1988 par Pete Hammond, de l'équipe de Stock Aitken Waterman.
En 1995, la chanson est à nouveau remixée. Elle continue d'avoir du succès dans les années 1990, jusqu'au début des années 2000 et même à aujourd'hui, servant de référence festive familiale pour les grands événements, lors de fêtes, de concerts, etc.

## Clip vidéo
Dans le clip de Nuit de folie, les deux chanteurs exécutent une chorégraphie sur des « fonds chatoyants », dans une « étonnante variété de positions de la tête aux pieds », accompagnés de trois femmes, chacune portant une robe unie d'une couleur différente. Lors du dernier refrain, deux couples se forment et la femme obèse reste seule.

## Réception

### Accueil critique
Dans une critique parue dans le magazine paneuropéen Music & Media, Nuit de folie est décrit comme une production de « l'équivalent français de Modern Talking » et comme « un tube estival typique » avec « une accroche incontournable et un rap pop sympa au milieu (no 1 en France). Un succès européen massif ! ».

### Accueil commercial
En France, le 16 juillet 1988, Nuit de folie prend la tête du Top 50 en détrônant la britannique Sandy Stevens avec J'ai faim de toi (n°1 depuis 2 semaines). 33e chanson arrivant en tête depuis la création du top 50 en novembre 1984, le single de Début de Soirée va ainsi rester à la première place des ventes pendant neuf semaines jusqu'à l'arrivée d'Un roman d'amitié le 17 septembre 1988, d'Elsa et Glenn Medeiros. Il est ensuite resté cinq semaines à la deuxième place et a totalisé 22 semaines dans le top 10 et 30 semaines au total dans le Top 50. Il obtient le disque de platine du Syndicat national de l'édition phonographique.
En Belgique, il a été en tête du classement Music & Media pendant sept semaines non consécutives, en alternance avec Un roman d'amitié, et est resté dans le top 3 pendant 14 semaines. En outre, il a été classé dans le top 10 en Flandre et dans le top 25 aux Pays-Bas,. Dans l'Eurochart Hot 100, il a débuté à la 89e place le 2 juillet 1988, a atteint un pic à la 3e place lors de sa 13e semaine et est sorti du classement après 26 semaines de présence, dont onze au sein du top 10.
La chanson est ensuite sortie dans des versions remixées pour les discothèques, d'abord en 1995, puis en 2000 ; cependant, les deux versions n'ont pas été des succès commerciaux.

## Liste des titres
| A. | Nuit de folie      | 4:10 |
| B. | Tout pour la danse | 3:15 |

| 1. | Nuit de folie (version longue) | 6:25 |
| 2. | Tout pour la danse             | 3:15 |
| 3. | Nuit de folie (acapella chœur) | 0:50 |
| 4. | Nuit de folie (acapella rap)   | 0:50 |

| A.  | Nuit de folie (Crazy Night Remix) | 6:40 |
| B1. | Tout pour la danse                | 3:15 |
| B2. | Nuit de folie (Euro Mix)          | 3:52 |

| 1. | Nuit de folie (Dance Club Remix) | 6:40 |
| 2. | Nuit de folie (Remix Edit Radio) | 3:42 |
| 3. | Nuit de folie (Hard Version)     | 5:20 |
| 4. | Nuit de folie (Space Version)    | 5:15 |

| 1. | Nuit de folie (2000 Radio Edit) | 4:08 |
| 2. | Nuit de folie (version karaoké) | 4:09 |

## Crédits
Version originale
- Nuit de folie écrit par William Picard, composé par Claude Mainguy et Sauveur Pichot
- Publié par CBS Music Publishing
- Tout pour la danse écrit par William Picard, composé par Claude Mainguy et Guy Mattéoni
- D.R.
- Production et réalisation - Bel Air Studio, France
- Illustration de couverture - Patrick Regout

Remix
- Remixé par « Mixmaster » Pete Hammond pour PWL (Euro remix et Crazy Night remix)
- Arrangé et remixé par Yann Asting et Rick Pier O'Neil au studio Sunday Light (1995)
- Réalisé et mixé par Philippe Rossi pour Jefca Musique (1999)

## Classements et certifications
| Classement (1988)                      | Meilleure position |
| -------------------------------------- | ------------------ |
| Belgique (Flandre Ultratop 50 Singles) | 10                 |
| Belgique (Music & Media)               | 1                  |
| Europe (Eurochart Hot 100)             | 3                  |
| France (SNEP)                          | 1                  |
| Pays-Bas (Nederlandse Top 40)          | 45                 |
| Pays-Bas (Nationale Hitparade)         | 24                 |

| Classement (1988)              | Meilleure position |
| ------------------------------ | ------------------ |
| Belgique (Flandre Ultratop 50) | 28                 |
| Europe (Eurochart Hot 100)     | 8                  |
| France (SNEP)                  | 1                  |

### Certifications
| Pays          | Certification | Date | Ventes certifiées | Ventes réelles |
| ------------- | ------------- | ---- | ----------------- | -------------- |
| France (SNEP) | Platine       | 1988 | 1 000 000         | 1 150 000      |

## Dans la culture populaire
- 2006 : la chanson a été reprise par un groupe dans le film Camping de Fabien Onteniente.
- 2008 : Fool Moon, film de Jérôme L'Hotsky.
- 2012 : Stars 80, film où Début de soirée tiennent leur propre rôle, et qui donnera lieu à la tournée Stars 80, la tournée.

## Adaptations et reprises
Les Inconnus en font une parodie par le (faux) duo Fin d'après midi dans leur sketch Le Hit des Hits. Une reprise par la Coréenne Jo Hye-ryun (en) a également fait sensation sur YouTube. Les Enfoirés l'ont reprise dans leur "Medley Disco" en 1998 (chanté par Zazie), sur l'album Enfoirés en cœur. Didier Super l'a reprise dans son album La merde des autres en 2009.
En 2020, Jul fait une reprise de Nuit de folie intitulée Folie sur son album La Machine.